# Association des Jeux extérieurs des Îles Malouines
L'association des Jeux extérieurs des Îles Malouines, en anglais Falkland Islands Overseas Games Association (FIOGA) est l’organisme qui est responsable du mouvement des Jeux du Commonwealth et des Jeux des Îles dans le territoire britannique d'outre-mer des Îles Malouines.
Le territoire ne possédant pas de comité national olympique, la structure fait également office de promotion du sport de l'archipel dans les différentes compétitions internationales. Les athlètes malouins concourent sous la bannière de l'association olympique britannique (Team GB). Louis Baillon est d'ailleurs le seul athlète originaire de l'archipel médaillé d'or lors du tournoi de hockey sur gazon aux Jeux olympiques d'été de 1908.
Les Îles Malouines ont fait leur début en compétition en 1982, juste après la fin de la guerre des Malouines, lors de Jeux de Brisbane et participe de façon régulière en envoyant une petite délégation de sportif.
Concernant les Jeux des îles, l'équipe y participe depuis la cinquième édition.